# Publius Crassus
Pour les articles homonymes, voir Publius Licinius Crassus.
Publius Licinius Crassus Dives (v. 82 - 53 av. J.-C.) est le second fils de Marcus Licinius Crassus, le triumvir immensément riche et l'homonyme de son grand-père, Publius Licinius Crassus Dives, qui fut consul en 97 av. J.-C. et censeur en 89 av. J.-C. Le cognomen dives (riche en latin) laisse entendre que la famille était, d'ores et déjà, aisée.

## Biographie
Publius Crassus suit une éducation classique dont il apprécie les cours de rhétorique. Il admire profondément Cicéron et amène son père, qui pourtant le hait, à se rapprocher du consul en pleine conjuration de Catilina (63-62 av. J.-C.).

### Guerre des Gaules
En 59 av. J.-C., Publius apparaît dans les Commentaires sur la guerre des Gaules sous la formule « le jeune Publius Crassus ». Il est, quand les opérations débutent en mars 58 av. J.-C., l'un des légats qui secondent César. 
Lors de la bataille de l'Ochsenfeld, qui oppose les Romains aux Germains d'Arioviste dans la plaine d'Alsace, il commande la cavalerie et prend l'initiative d'envoyer la troisième ligne des légions à l'appui de l'aile gauche qui perd pied.  Cette initiative assure la victoire sur Arioviste.
L'année suivante (57 av. J.-C.), Publius Crassus est envoyé avec la 7e légion en Armorique, la partie occidentale de la Gaule entre Seine et Loire. Les peuples côtiers lui font soumission et lui livrent des otages. Publius Crassus passe l'hiver 57/56 avec sa légion chez les Andes (actuelle région de l'Anjou), et envoie des tribuns militaires chercher du ravitaillement chez les nations gauloises voisines. Les Vénètes retiennent captifs les tribuns espérant les échanger contre les otages qu'ils avaient dû livrer à Crassus et incitent les autres peuples à les imiter. Informé, César entame une campagne contre les Vénètes, et envoie Publius Crassus en Aquitaine avec douze cohortes et une nombreuse cavalerie, avec comme mission d'empêcher les peuples d'Aquitaine d’apporter leur aide aux Vénètes. 

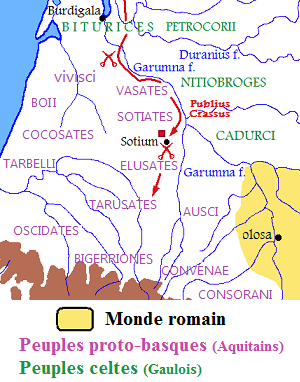
Campagne de Crassus en Aquitaine (56 av. J.-C.).

En Aquitaine, Crassus renforce son armée en mobilisant des vétérans résidant à Toulouse et à Narbonne, assiège les Sotiates dans leur capitale et obtient la reddition de leur roi Adiatuanos. Il défait ensuite les Vocates et les Tarusates, soutenus par un contingent de Cantabres venus d'Espagne, et assure ainsi à Rome la soumission de l'Aquitaine.
Fin 56 av. J.-C., Publius Crassus est envoyé à Rome par César avec des soldats soutenir la candidature au consulat de son père Crassus et de Pompée. En 55, Publius Crassus épouse Cecilia Metella (ou Cornelia Metella), fille de Quintus Caecilius Metellus Pius Scipio Nasica, très jeune, mais belle et fort cultivée.

### Guerre parthique
Fin 54 av. J.-C., il quitte définitivement la Gaule pour rejoindre son père Crassus, le triumvir, en Syrie avec mille cavaliers gaulois. Marcus veut, en attaquant les Parthes, gagner la gloire obtenue par ses collègues triumvirs, César et Pompée. Les Crassus traversent l’Euphrate en 53 av. J.-C. avec 30 000 hommes et leurs cavaliers gaulois et tombent le 9 juin dans le piège tendu par les Parthes. C’est la bataille de Carrhes (aujourd’hui Harran). 
Dans la seconde phase des combats du premier jour, le 9 juin, Publius Crassus, piégé en menant une contre-attaque, est tué ou se suicide, comme son ami Censorinus qui était à ses côtés. Sa tête est alors plantée sur une pique et portée sous le regard de son père, qui suit son fils dans la mort le surlendemain.
La veuve de Publius épouse Pompée l’année suivante, en 52 av. J.-C..

## Sources